# Rcheuli
Pour plus de détails, voir Fiche technique et Distribution.
Rcheuli est un film soviétique réalisé par Mikhaïl Kalatozichvili, sorti en 1991.

## Synopsis
Après la Révolution russe, un jeune paysan aide un partisan blessé.

## Fiche technique
- Titre : Rcheuli
- Réalisation : Mikhaïl Kalatozichvili
- Scénario : Dato Akhobadze, Mikhaïl Kalatozichvili d'après la nouvelle Mateo Falcone de Prosper Mérimée
- Musique : Zurab Nadaraya
- Photographie : Archil Akhvlediani
- Montage : Dshulietta Besuaschvili
- Société de production : Georgia-Film, Catharsis et Merani
- Pays :  Union soviétique
- Genre : Drame
- Durée : 110 minutes
- Dates de sortie : 
  -  Union soviétique : 13 mai 1991

## Distribution
- Avtandil Makharadze
- Nineli Chankvetadze
- Larisa Guzeeva
- Luka Khundadze
- Maya Bagrationi
- Dato Akhobadze
- Leo Antadze
- Guram Mgaloblishvili
- Gogi Margvelashvili
- Pridon Guledani

## Distinctions
Le film a été présenté en sélection officielle en compétition lors de Berlinale 1992.